# Градски стадион у Сенти
Градски стадион Сента је стадион са више намена у Сенти, Србија. Тренутно се користи највише за фудбалске мечеве и он је домаћи терен Сента и ТСЦ до завршетка градње стадиона у Бачкој Тополи. Сам стадион се налази у оквиру градског парка Народна башта у Сенти у оквиру кога још постоје градска спортска хала и отворени базени.
Стадион тренутно има капацитет за око 5.000 али је у току изградња додатне трибине.